# Mount Matheson (Ellsworthland)
Mount Matheson ist ein rund 1400 m hoher Berg im westantarktischen Ellsworthland. Er ragt etwa 3 km nordwestlich des Mount Boyer in den Merrick Mountains auf.
Der United States Geological Survey kartierte ihn anhand eigener Vermessungen und Luftaufnahmen der United States Navy aus den Jahren von 1961 bis 1967. Das Advisory Committee on Antarctic Names benannte ihn 1966 nach dem US-amerikanischen Ionosphärenphysiker Lorne D. Matheson, der im Jahr 1963 auf der Eights-Station tätig war.